# Tallapoosa County
Tallapoosa County is een county in de Amerikaanse staat Alabama.
De county heeft een landoppervlakte van 1.859 km² en telt 41.475 inwoners (volkstelling 2000). De hoofdplaats is Dadeville.

## Bevolkingsontwikkeling

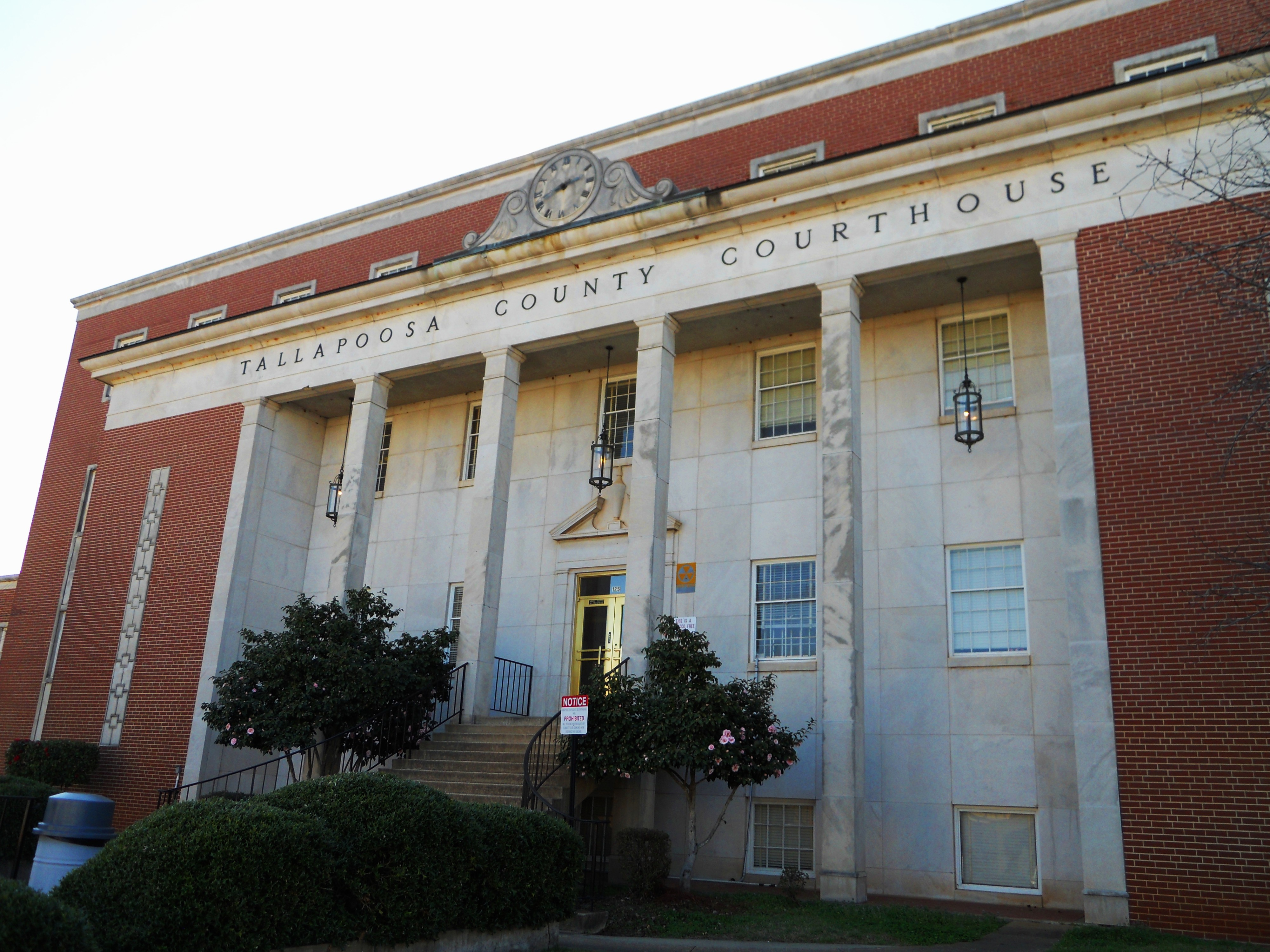
Tallapoosa County Courthouse